# University of Arizona
Die University of Arizona (bekannt auch als U of A) ist eine Volluniversität in Tucson, Arizona. Sie wurde 1885 gegründet und nahm den Lehrbetrieb 1891 mit 32 Studenten auf. Im Jahre 2010 waren 39.068 Studenten eingeschrieben. Die Universität hat einen besonders guten Ruf in den Bereichen Anthropologie, Astronomie, Astrophysik, Analytische Chemie, Entrepreneurship, Hydrologie, Optik, Pharmazie, Philosophie und Planetologie.
Das Eller College of Management, die Business School, gehört laut den Rankings von U.S. News & World Report im Jahr 2011 zu den 15 besten staatlichen Business Schools in den USA. Zur University of Arizona gehört unter anderem auch Arizonas einzige medizinische Fakultät sowie eine juristische Fakultät, das James E. Rogers College of Law.
Als einzige Universität in Arizona ist sie Mitglied der Association of American Universities, einem seit 1900 bestehenden Verbund führender forschungsintensiver nordamerikanischer Universitäten. Die University of Arizona gehört zu den besten staatlichen Universitäten, sie ist eine sogenannte Public Ivy.

## Geschichte

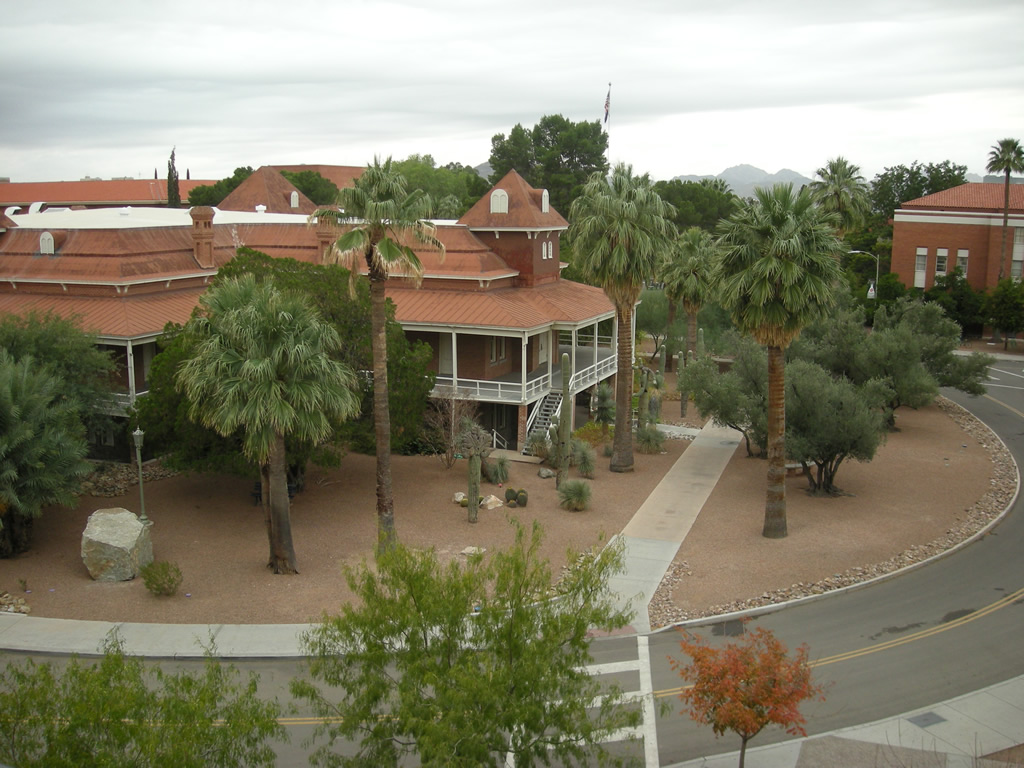
Old Main, das älteste Gebäude auf dem Campus

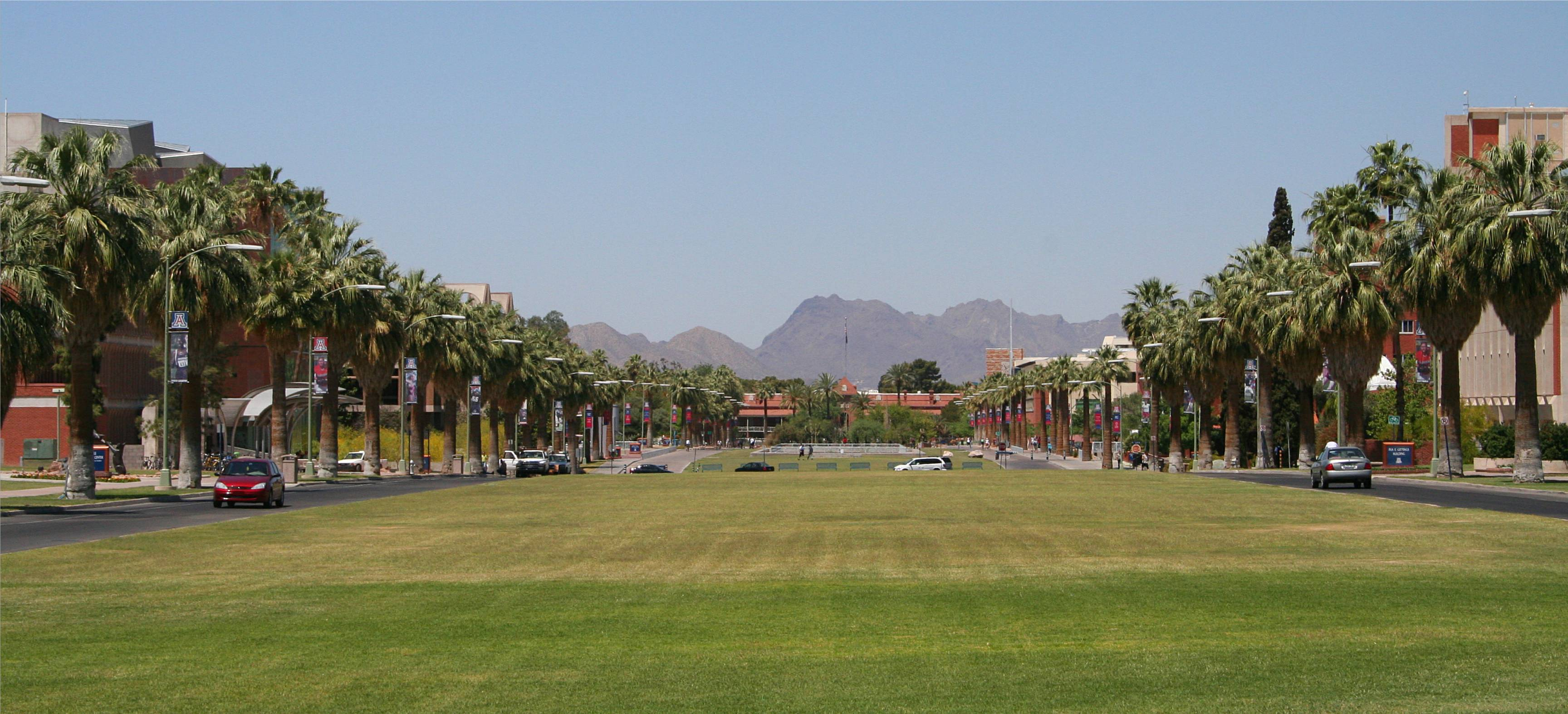
Die Campus Mall der University of Arizona

1885 wurde die University of Arizona als erste Universität des damaligen Arizona-Territoriums gegründet, nachdem die Regierung der Territorialverwaltung $25.000 zur Verfügung gestellt hatte. Im ersten Jahrgang 1891 wurden 32 Studenten immatrikuliert. Die Vorlesungen fanden damals in dem Gebäude „Old Main“ statt, welches sich heute noch im Zentrum der Universität befindet.

## Forschung
Die Universität erhält jährlich Forschungseinnahmen von über 565 Millionen US$ (2010), was etwa zwei Drittel der universitären Forschungseinnahmen in Arizona entspricht. Damit erhält die Universität zweimal so viel Forschungsgelder wie die Arizona State University und die Northern Arizona University zusammengenommen. Laut einem Ranking der National Science Foundation stand die University of Arizona in Bezug auf Forschungsausgaben im Vergleich mit allen anderen US-amerikanischen Universitäten 2009 an 24. Stelle und im Vergleich mit anderen staatlichen Universitäten an 18. Stelle.
Die University of Arizona leitet eine 325 Mio. US$ teure NASA-Mission zur Erforschung des Mars. Dazu wurden von den Forschern des Lunar and Planetary Laboratory einige Instrumente für die Raumsonde Phoenix gebaut, die im Mai 2008 auf dem Mars gelandet ist. Weiterhin entwickelten sie eine Fotokamera (genannt HiRISE), die auf dem Mars Reconnaissance Orbiter installiert ist.
Forscher des Steward Observatory Mirror Lab an der Universität bauen derzeit an den Spiegeln für das Giant Magellan Telescope, das bei Fertigstellung im Jahr 2023 eines der modernsten und genausten Teleskop der Welt sein wird. Die Spiegel werden dann in dem Teleskop in den chilenischen Anden eingebaut. Zu dem Steward Observatory gehört das Arizona Radio Observatory, das ein 12-Meter-Teleskop am Kitt-Peak-Nationalobservatorium sowie das Heinrich Hertz Submillimeter Telescope auf dem Mount Graham betreibt. Weiterhin befindet sich hier die Vatican Observatory Research Group, die zur Vatikanischen Sternwarte, der astronomischen Forschungs- und Bildungsinstitution des Heiligen Stuhls gehört.
Weiterhin ist an der Universität das „Dark Web Project“ der Abteilung „Artifical Intelligence Lab“ beheimatet. Es hat sich auf die Fahndung nach Terrorverdächtigen in Foren, Chaträumen und anderen Bereichen des dynamischen Webs spezialisiert.

## Studenten
Von den 39.086 Studenten (2010) waren 52,1 % Frauen und 47,9 % Männer; 30.592 Studenten waren undergraduates und 6.991 graduates.
Mit 6.824 Studenten war die Fakultät für Naturwissenschaften im Jahr 2010 die größte Fakultät der University of Arizona, gefolgt von der Fakultät für Betriebswirtschaft (6.139 Studenten), der Fakultät für Sozial- und Verhaltenswissenschaften (5.639) sowie der Fakultät für Geisteswissenschaften (4.144). 2010 wurden 7.988 akademische Grade verliehen, davon 353 Professuren, 471 Doktorgrade, 1.337 Mastergrade und 5.827 Bachelorgrade.
Etwa 34 % der insgesamt 35.187 US-amerikanischen Studenten gehören einer ethnischen Minderheit an: 19 % „Hispanics“ (6.712), 7,3 % Asiaten (2.571), 4,1 % Afroamerikaner (1.438), 3,2 % Native Americans (1.153) sowie 1 % von den pazifischen Inseln (214).
Von den US-amerikanischen Studenten kamen 76 % aus Arizona, 10,4 % aus Kalifornien, gefolgt von Studenten aus Illinois (1,6 %), Texas (1,4 %) und Washington (1,2 %). An der Universität studierten im Jahr 2010 2.585 (6,6 %) internationale Studenten aus 99 Ländern. Die größte Gruppe der ausländischen Studenten kam aus der Volksrepublik China (451), gefolgt von Indien (157), Südkorea (103) und Mexiko (87). Aus Deutschland kamen 2010 22 Studenten und aus der Schweiz 52 Studenten.

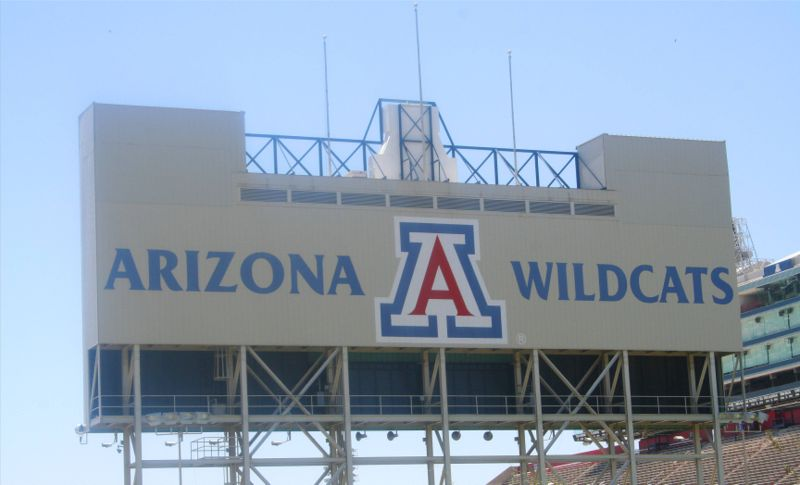
Stadion der Arizona Wildcats

## Sport
Das Sportteam heißt Arizona Wildcats. Die Basketballmannschaft der Männer unter Coach Tommy Lloyd gehört zu den besten der National Collegiate Athletic Association (NCAA).

## Sehenswürdigkeiten auf dem Campus

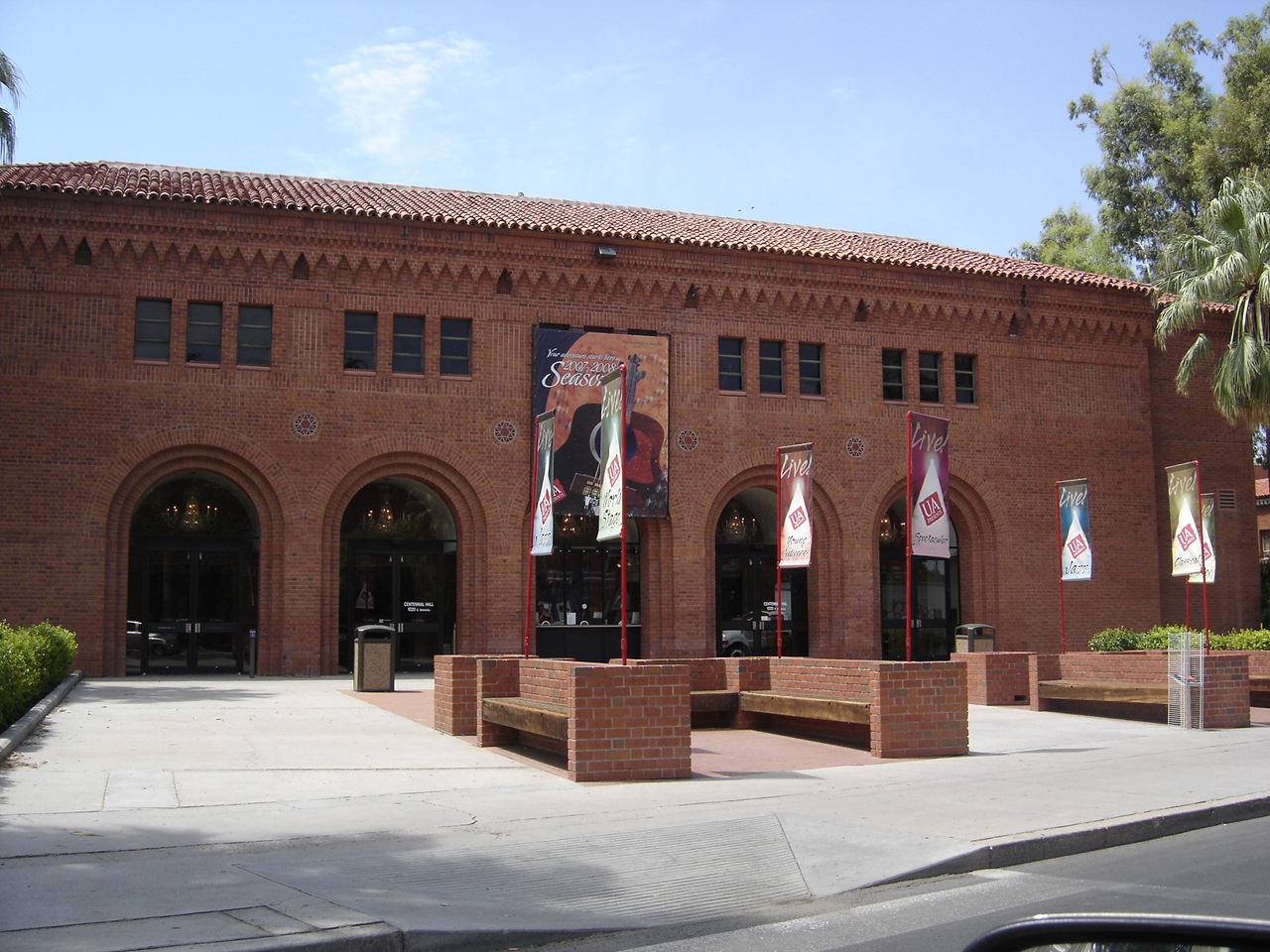
Centennial Hall

Der Campus der University of Arizona gehört zu den schönsten im Westen der USA. Ein großer Teil des Universitätsgeländes ist wegen der zahlreichen seltenen Bäume und Pflanzen aus verschiedenen Gegenden der Welt als Arboretum ausgewiesen. Weiterhin gibt es zahlreiche Museen:
- Arizona Historical Society – ein Museum über die Geschichte von Arizona
- Arizona State Museum – ältestes Anthropologiemuseum im Südwesten der USA
- Center for Creative Photography – Photographiemuseum u. a. mit Originalen von Ansel Adams
- Flandrau Science Center – Planetarium und öffentliches Teleskop
- Zwei Herbarien, die im Index Herbariorum als „ARIZ“ gekennzeichnet sind
  - University of Arizona Herbarium – mit 400.000 verschiedenen Pflanzenspezies
  - Robert L. Gilbertson Mycological Herbarium – mit 40.000 verschiedenen Pilzarten
- University of Arizona Mineral Museum – Mineralienmuseum mit über 20.000 Mineralien aus aller Welt
- University of Arizona Museum of Art – Kunstmuseum u. a. mit Werken von Franz Kline, Jacques Lipchitz, Jackson Pollock und Mark Rothko
- University of Arizona Poetry Center

## Persönlichkeiten

Siegel der Universität

### Derzeitige und ehemalige Professoren
Nobelpreisträger
- Nicolaas Bloembergen (1920–2017), Physik, 1981
- Roy J. Glauber (1925–2018), Physik, 2005
- Willis E. Lamb (1913–2008), Physik, 1955
- Vernon L. Smith (* 1927), Wirtschaftswissenschaften, 2002, lehrte von 1976 bis 2002

Weitere Professoren und wissenschaftliche Mitarbeiter
- Leif Erland Andersson (1943–1979) – schwedischer Astronom
- W. David Arnett (* 1940) – Astrophysiker
- Paul Bloom (* 1963) – Psychologe
- Andrea Boattini (* 1969) – Astronom und Asteroidenentdecker
- Myles Brand (1942–2009) – Sportfunktionär (ehemaliger Präsident der NCAA)
- Godehard Brüntrup (* 1957) – Philosoph
- Klaus Buchenrieder – Elektrotechniker und Informatiker
- John L. Casti (* 1943) – Mathematiker
- George Coyne (1933–2020) – Astronom und Theologe
- William R. Dickinson (1931–2015) – Geologe
- Andrew Ellicott Douglass (1867–1962) – Astronom
- Joel Feinberg (1926–2004) – Philosoph
- John G. Geier (1934–2009) – Psychologe und Unternehmer
- Alvin Goldman (1938–2024) – Philosoph
- Ralph E. Griswold (1934–2006) – Informatiker
- Matthew Hindman (* 1976) – Politologe
- Travis Hirschi (1935–2017) – Soziologe und Kriminologe
- Terence Horgan (* 1948) – Philosoph
- Harold Lester Johnson (1921–1980) – Astronom
- Stephan W. Koch (1953–2022) – deutscher theoretischer Physiker
- Keijo Korhonen (1934–2022) – finnischer Politiker
- Gerard Peter Kuiper (1905–1973) – Astronom
- Fang Lizhi (1936–2012) – Ideengeber des Tian’anmen-Aufstandes
- Frank James Low (1933–2009) – Physiker und Astronom
- Charles Herbert Lowe (1920–2002) – Biologe und Herpetologe
- Henry Mann (1905–2000) – Mathematiker
- Paul S. Martin (1928–2010) – Paläontologe
- Aden Meinel (1922–2011) – Astronom, ehemaliger Direktor des Steward Observatoriums
- N. Scott Momaday (1934–2024) – Amerikanisch-indianischer Schriftsteller
- Shlomo P. Neuman (* 1938) – Hydrologe
- Robert Alexander Nisbet (1913–1996) – Soziologe
- Lute Olson (1934–2020) – Trainer der Basketballmannschaft, seit 2002 in der Basketball Hall of Fame
- Hans-Joachim Pflüger (1949–2022) – deutscher Neurobiologe
- Roger A. Pielke (* 1946) – Klimatologe
- Günter Pilz (* 1945) – österreichischer Mathematiker
- Johann Rafelski (* 1950) – deutsch-US-amerikanischer theoretischer Physiker
- Elizabeth Roemer (1929–2016) – Astronomin
- Hans-Walter Rix (* 1964) – deutscher Astronom und Astrophysiker
- Wladimir Jewgenjewitsch Sacharow (1939–2023) – russischer theoretischer Physiker und Mathematiker
- Marlan Scully (* 1939) – Physiker
- Elif Shafak (* 1971) – türkische Schriftstellerin
- Jeffrey Spier – Archäologe
- Matthias Steinmetz (* 1966) – deutscher Astrophysiker
- Peter Strasser (* 1950) – österreichischer Philosoph
- Alan Weisman (* 1947) – Autor und Journalist
- Simon White (* 1951) – Astrophysiker, Direktor des Max-Planck-Institut für Astrophysik
- Monique Wittig (1935–2003) – französische Schriftstellerin und feministische Theoretikerin
- Ralph Walter Graystone Wyckoff (1897–1994) – Kristallograph
- Ofelia Zepeda (* 1952 oder 1954) – Amerikanisch-indianische Schriftstellerin
- Noam Chomsky (* 1928) – Linguist
- Karletta Chief (* 1976) – Hydrologin

### Absolventen
| Kunst, Kultur und Medien - Luis Arenal Bastar (1908 oder 1909–1985) – mexikanischer Künstler - Jerry Bruckheimer (* 1943) – Filmproduzent - David Douglas Duncan (1916–2018) – Photojournalist - Linda Eastman (1941–1998) – Photographin - Harrison Ford (* 1942) – Schauspieler - Michael Gulezian (* 1957) – Fingerstyle-Gitarrist - Ulysses Kay (1917–1995) – Komponist - Greg Kinnear (* 1963) – Schauspieler - Lilly McElroy (* 1980) – Fotografin und Aktionskünstlerin - James McMurtry (* 1962) – Folkrocksänger - Michael Murphy (* 1938) – Schauspieler - Craig T. Nelson (* 1944) – Schauspieler - Jürgen Partenheimer (* 1947) – deutscher Künstler - Caroline Rhea (* 1964) – Komödiantin und Schauspielerin - Nicole Richie (* 1981) – Schauspielerin - Garry Shandling (1949–2016) – Schauspieler, Regisseur, Produzent - Paul Schoenfield (1947–2024) – Pianist und Komponist - Ron Shelton (* 1945) – Filmproduzent, Baseballspieler - Shadoe Stevens (* 1947) – Radiomoderator, Schauspieler - Barret Swatek (* 1977) – Schauspielerin - David Foster Wallace (1962–2008) – Schriftsteller - Kate Walsh (* 1967) – Schauspielerin Geisteswissenschaften - Mylan Engel (* 1960) – Philosoph - Michael Everson (* 1963) – Sprachwissenschaftler - Stephen O. Murray (1950–2019) – Soziologe, Anthropologe und Autor - Richard Russo (* 1949) – Schriftsteller - Izumi Shimada (* 1948) – Anthropologe und Archäologe Politik - Raul Hector Castro (1916–2015) – ehemaliger Gouverneur von Arizona - Howard Walter Cannon (1912–2002) – ehemaliger US-Senator von Nevada - Dennis DeConcini (* 1937) – ehemaliger US-Senator - Annie Dodge Wauneka (1910–1997) – Politikerin und Aktivistin der Navajo - Bob Dole (1923–2021) – ehemaliger US-Senator und Präsidentschaftskandidat 1996 - Karan English (* 1949) – ehemalige Abgeordnete im US-Repräsentantenhaus - Paul Jones Fannin (1907–2002) – ehemaliger Senator von Arizona - Bernd Fischer (* 1950) – deutscher Botschafter - Ernest McFarland (1894–1984) – ehemaliger Senator und Gouverneur von Arizona - Samuel Pearson Goddard junior (1919–2006) – ehemaliger Gouverneur von Arizona - Barry Goldwater (1909–1998) – ehemaliger Senator und Präsidentschaftskandidat 1964 - Raúl Grijalva (1948–2025) – Abgeordneter im US-Repräsentantenhaus - Richard F. Harless (1905–1970) – ehemaliger Abgeordneter im US-Repräsentantenhaus - Ann Kirkpatrick (* 1950) – Abgeordnete im US-Repräsentantenhaus - Jon Llewellyn Kyl (* 1942) – seit 1994 Senator von Arizona - James F. McNulty (1925–2009) – ehemaliger Abgeordneter im US-Repräsentantenhaus - John R. Murdock (1885–1972) – ehemaliger Abgeordneter im US-Repräsentantenhaus - Harold Patten (1907–1969) – ehemaliger Abgeordneter im US-Repräsentantenhaus - John Jacob Rhodes III (1943–2011) – ehemaliger Abgeordneter im US-Repräsentantenhaus - Eldon Rudd (1920–2002) – ehemaliger Abgeordneter im US-Repräsentantenhaus - John Shadegg (* 1949) – ehemaliger Abgeordneter im US-Repräsentantenhaus - George F. Senner (1921–2007) – ehemaliger Abgeordneter im US-Repräsentantenhaus - William Stratton (1914–2001) – 1953–1961 der 34. Gouverneur von Illinois - Mo Udall (1922–1998) – ehemaliger Abgeordneter im US-Repräsentantenhaus und Basketballspieler - Stewart Lee Udall (1920–2010) – ehemaliger Innenminister der USA, Abgeordneter des US-Repräsentantenhaus | Sport - Gilbert Arenas (* 1982) – Basketballspieler - Abdihakem Abdirahman (* 1977) – Leichtathlet, Teilnehmer der Olympischen Spiele - Deandre Ayton (* 1998) – bahamaischer Basketballspieler - Mike Bibby (* 1978) – Basketballspieler - Tedy Bruschi (* 1973) – Footballspieler - Will Bynum (* 1983) – Basketballspieler - Bison Dele (1969–2002) – Basketballspieler - Sean Elliott (* 1968) – Basketballspieler - Nick Foles (* 1989) – American-Football-Spieler - Nick Folk (* 1984) – American-Football-Spieler - Jim Furyk (* 1970) – Golfspieler - Jason Gardner (* 1980) – Basketballspieler - Aaron Gordon (* 1995) – Basketballspieler - Rob Gronkowski (* 1989) – Footballspieler - Andre Iguodala (* 1984) – Basketballspieler - Richard Jefferson (* 1980) – Basketballspieler - Steve Kerr (* 1965) – Basketballspieler und -trainer - Lauri Markkanen (* 1997) – finnischer Basketballspieler - Chris McAlister (* 1977) – Footballspieler - Michele Mitchell (* 1962) – Wasserspringerin - Ryk Neethling (* 1977) – südafrikanischer Schwimmer - Lorena Ochoa (* 1981) – mexikanische Golfspielerin - Brooks Reed (* 1988) – Footballspieler - Rory Sabbatini (* 1976) – Golfspieler - Annika Sörenstam (* 1970) – schwedische Golfspielerin - Damon Stoudamire (* 1973) – Basketballspieler - Jason Terry (* 1977) – Basketballspieler - Luke Walton (* 1980) – Basketballspieler und -trainer - Darren Woodson (* 1969) – Footballspieler - Nic Wise (* 1987) – Basketballspieler - George Young (1937–2022) – Leichtathlet Technologie und Wissenschaft - Joseph Michael Acaba (* 1967) – Astronaut - Anthony Aveni (* 1938) – Astronom - Marc W. Buie (* 1958) – Astronom - Peter Druschel (* 1959) – Gründungsdirektor des Max-Planck-Institut für Softwaresysteme - Sherman Mills Fairchild (1896–1971) – Flugzeugkonstrukteur - Neil Gehrels (1952–2017) – Astronom - Erich Karkoschka (* 1955) – Astronom, Mathematiker - Thomas David Jones (* 1955) – Astronaut - Donald Roy Pettit (* 1955) – Astronaut - Hans-Walter Rix (* 1964) – deutscher Astronom und Astrophysiker - Brian P. Schmidt (* 1967) – Astronom - Francis Richard Scobee (1939–1986) – Astronaut - Sherwood Clark Spring (* 1944) – Astronaut - Clifford Stoll (* 1950) – Astronom und Publizist - Margaret Turnbull (* 1975) – Astronomin |